# Саленс стадион
Саленс стадион (енгл. Sahlen's Stadium at WakeMed Soccer Park) је вишенаменски стадион у граду Кери, Северна Каролина, САД. налази се у оквиру „Вејкмед сокер парка” који је велики фудбалски комплекс у Керију, Северна Каролина, Сједињене Америчке Државе. Састоји се од наменски изграђеног главног стадиона за фудбал који се зове „Сахлен'с стадион”, два осветљена терена за вежбање и четири додатна терена. Стадион Сален и два осветљена терена (2 и 3) су величине ФИФА међународног прописа (120 yd × 75 yd (110 m × 69 m)). Стадион Сален има 10.000 места, док Филд 2 такође има 1.000 сталних места на трибинама. Комплекс такође има стазу за трчање у пуној дужини, национално признату, и у њој се налазе канцеларије Трајангл профешнал сокера.
Стадион је првобитно отворен 2002. године као дом Каролина кериџа ВУСА, Вејкмед сокер парк је сада дом за ФК Норт Каролина из Уједињене фудбалске лиге и Норт Каролина куриџ из Националне женске фудбалске лиге. Мушки и женски тимови АККа у држави Северна Каролина играју домаће утакмице тамо и комплекс редовно угошћује велике турнире као што су НЦАА Колеџ Кап, АЦЦ фудбалско првенство и финале средњошколског НЦХСАА.
САС Институт, софтверска компанија са седиштем у Керију, имала је права на именовање комплекса до 30. јуна 2007. године, уз опцију да продужи своја права за именовање за додатне три године. Дана 27. септембра 2007. године, град Кери је објавио да САС није искористио своју опцију у погледу права на именовање и да је Вејкмед хелт & Хоспиталс купио права на именовање комплекса за 300.000 долара годишње. Од 1. јануара 2008. комплекс је постао познат као Вејкмед сокер парк. Дана 31. марта 2017, објављено је да је Сален паккинг компани стекла права на име главног стадиона у Вејкмед сокер парку, чиме је постала Сален'с стадиум у Вејкмед сокер парку. Сален'с је плаћао 400.000 долара током 5 година за права, са 100.000 долара за град Кери, а остатак за Норт Каролина куриџ.

## Историја изградње
Фудбалски парк Вејкмед отворен је у мају 2002. године као Стејт капитал сокер парк. Парк се простире на 150 acres (0,61 km2) које је држава Северна Каролина дала у закуп округу Вејк. Новац за изградњу фудбалског парка дошао је од 14,5 милиона долара од издавања хотелских соба широм округа и пореза на припремљену храну и пиће. Град Кери је преузео одговорност за рад и одржавање 2004. године од Фудбалске лиге главног града. Дана 26. јануара 2006. године, градско веће је променило уговор о закупу како би му омогућило да подзакупи имовину Трајангл Профешенал сокеру до 2011. године за ексклузивну промоцију професионалних фудбалских и лакрос догађаја у комплексу.

## 2011 експанзија
У новембру 2011. године, град Кери је започео пројекат проширења вредан 6,3 милиона долара. Завршено проширење је додало 3.000 сталних седишта на стадион са 7.000 места, 1.500 седишта иде у северну крајњу зону, а осталих 1.500 на трибине на горњем нивоу на источној страни стадиона. На источној страни је такође додата нова троспратна зграда која ће обезбедити тоалете, концесије и приступ додатним седиштима са трећег спрата. Тимске свлачионице су премештене у приземље нове структуре како би се играчима омогућио директан приступ стадиону са средине терена и директан приступ из њиховог тимског аутобуса до свлачионица.